# Molophilus satyr
Molophilus satyr är en tvåvingeart som beskrevs av Alexander 1925. Molophilus satyr ingår i släktet Molophilus och familjen småharkrankar. Inga underarter finns listade i Catalogue of Life.